# Þuríður Backman

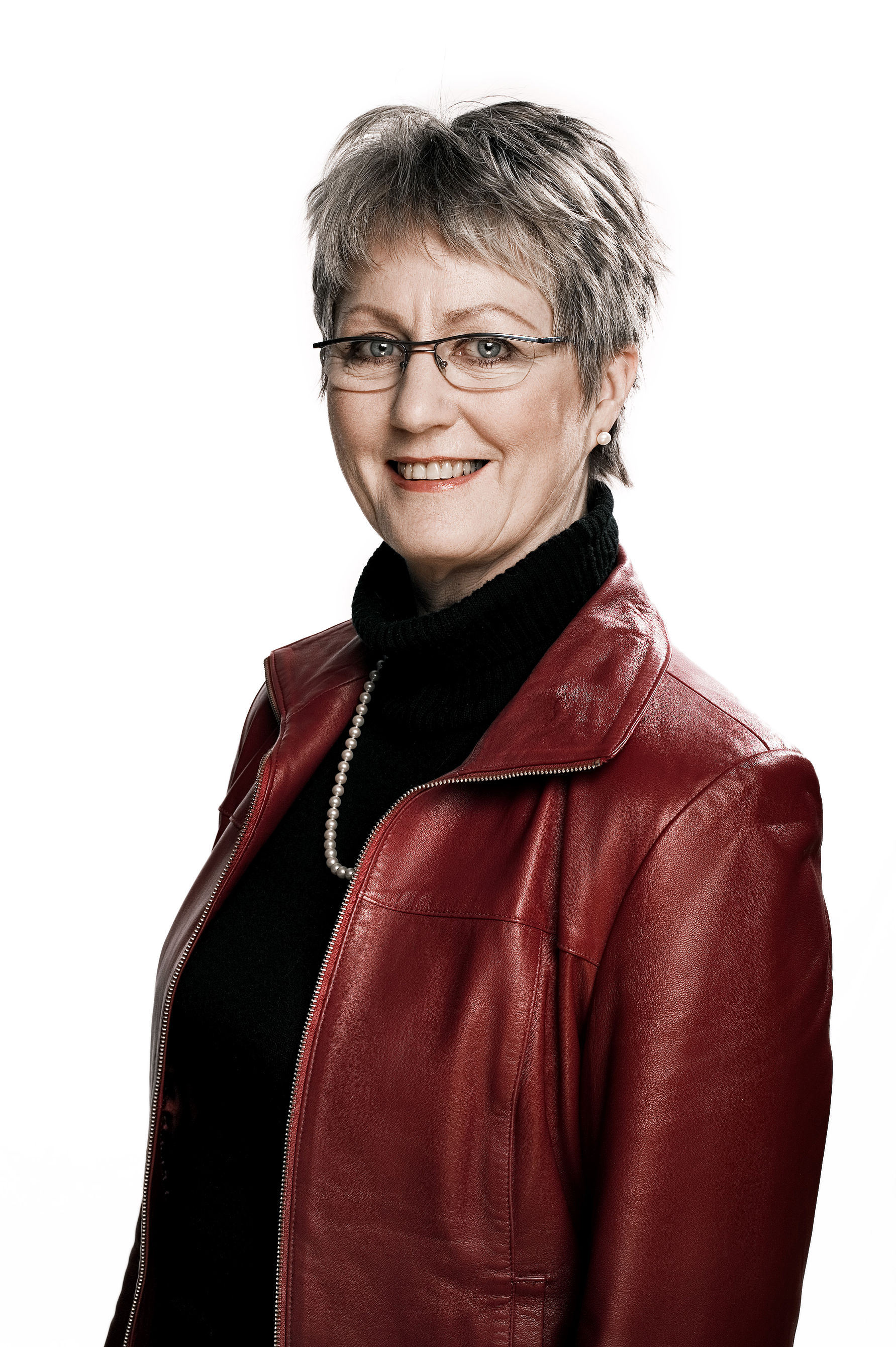
Þuríður Backman

Þuríður Backman (transkribiert Thuridur Backman; * 8. Januar 1948 in Reykjavík) ist eine isländische Politikerin (Links-Grüne Bewegung).
Von 1999 bis 2013 war sie Abgeordnete des isländischen Parlaments Althing, zuerst für den damaligen Östlichen Wahlkreis (Austurland), seit 2003 für den Nordöstlichen Wahlkreis. Sie war 1999 bis 2007 Vizevorsitzende des Parlamentsclubs der Links-Grünen Bewegung und war seit 2003 Vizesprecherin des Parlaments. Sie war Mitglied des Ausschusses für das Budget und Vizevorsitzende des Ausschusses für Gesundheit sowie Leiterin der isländischen Delegation zur Interparlamentarischen Union.